# Opera of the Nobility
Opera of the Nobility, Opera šlechty, či Šlechtická opera  apod.) byla operní společnost zřízená v roce 1733 a financovaná skupinou šlechticů v čele s knížetem Frederikem Ludvíkem, která soupeřila s Královskou hudební akademií krále Jiřího II. (a jeho manželky Karolíny z Ansbachu), v jejímž čele stál Georg Friedrich Händel. 

## Historie souboru
Na místo hudebního režiséra byl pozván Nicola Porpora a Owen Swiny považovaný za hledače talentů. Hlavním zpěvákem společnosti byl Senesino (Francesco Bernardi, který odešel s Händelem), který byl při otevření Královského divadla v Covent Garden. První operou společnosti byla Arianna in Nasso od Nicoly Porpory, přímá výzva pro Händelovu Arianna in Creta. 
V první sezóně 1733–1734 společnost nebyla příliš úspěšná. Ani když na konci přibyl Farinelli a přinesl značné zisky, ani on nedokázal odvátit bankrot. Na konci počáteční sezóny převzal po Händelovi King's Theatre.
Společnost nakonec zkrachovala a v roce 1737 byla rozpuštěna  (krátce po jmenování Giovanniho Battisty Pescettiho hudebním ředitelem), ale ještě předtím se jí podařilo angažovat některé z nejlepších Händelových zpěváků, jako Francesca Cuzzoni či Antonio Montagnana, což přivedlo společnost k bankrotu. Zbytky obou společností se spojily v Královském divadle pro sezónu 1737–1738. Druhá šlechtická opera byla vytvořena roku 1740 hrabětem z Middlesexu, ta však neměla dlouhého trvání. 